# プログレスM-11M
プログレスM-11M (ロシア語: Прогресс М-11М)はロシア連邦宇宙局が2011年6月21日に国際宇宙ステーション(ISS)の補給のために打ち上げたプログレス補給船、NASAではProgress 43、43Pなどとも称される。プログレス-M (11F615A60型)の11機目である。製造はRKKエネルギアが行い、ロシア連邦宇宙局が運用した。プログレスM-11Mは食料や水、科学機材、燃料、NASAやRoscosmos、JAXAの貨物2.5トンの貨物をISSに輸送した。

## 運用

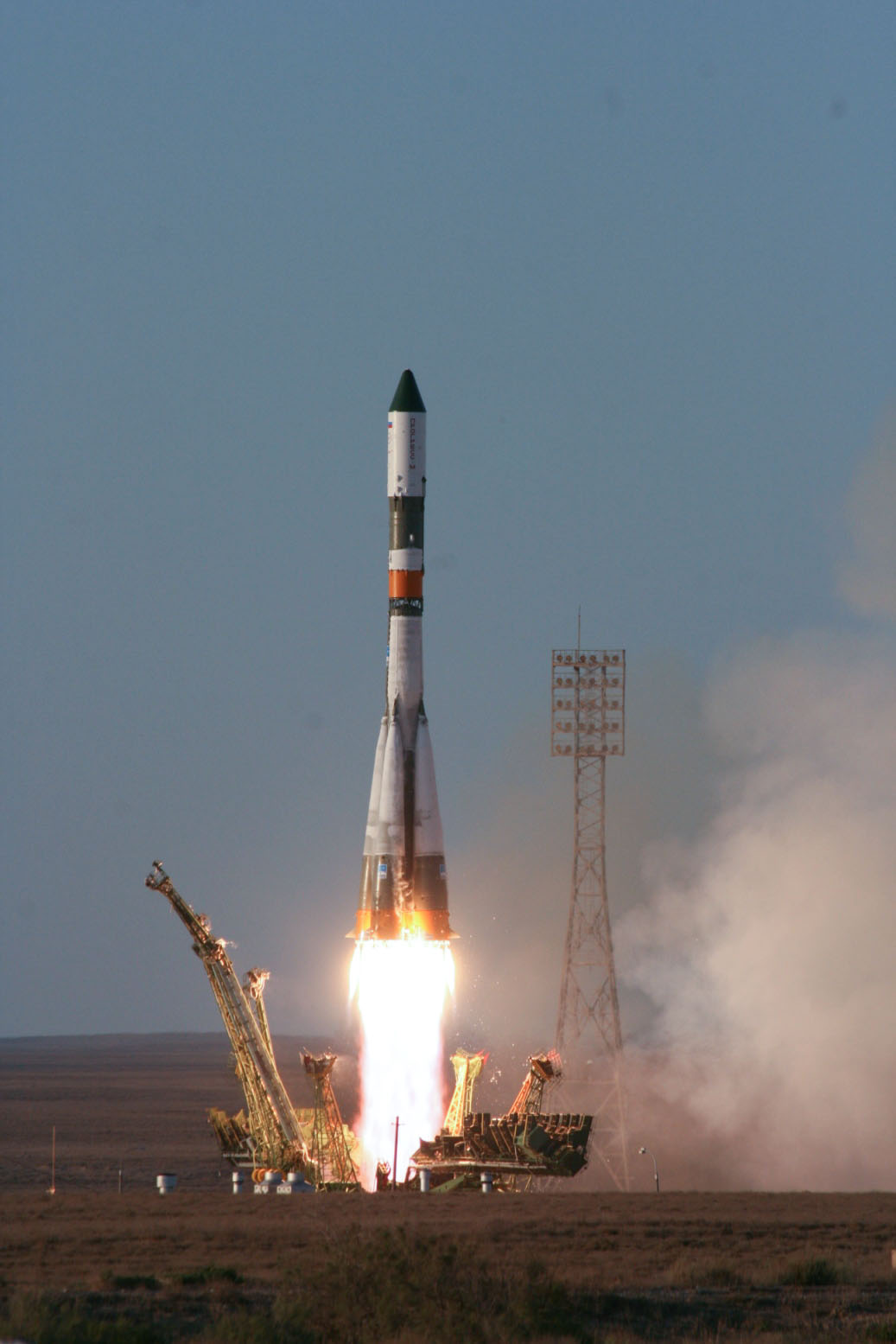
2011年6月21日の打ち上げ

プログレスM-11Mを搭載したソユーズ-Uは2011年6月19日に展開され、その後バイコヌール宇宙基地1/5発射台で立ち上げられた。L-2操作と打ち上げ施設の検証や打ち上げや飛行シークエンス初期段階の模擬実験などを含む統合試験は同日中に成功裏に完了した。

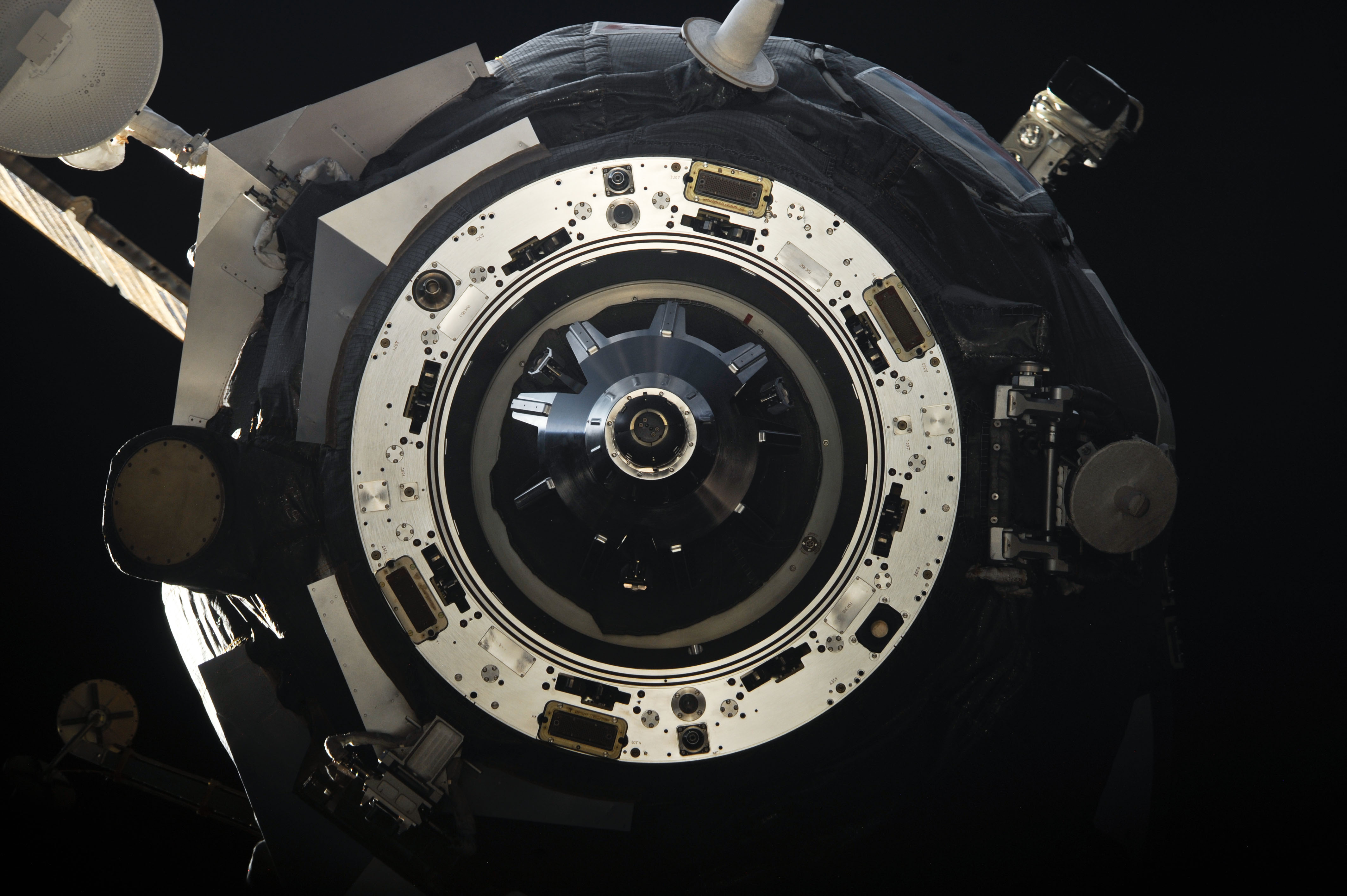
ISSを発つプログレスM-11M、2011年8月23日

プログレスM-11Mは2011年6月21日14時38分(UTC)にバイコヌール宇宙基地から打ち上げられ、打ち上げ後、宇宙機は高度240.09kmから193.96kmの予定軌道に到達した。正常投入軌道の周回は88.54分であった。その後2日間の操作噴射によってM-11MはISSとの会合に向けて誘導された。
2日間の飛行の後、2011年6月23日16時37分(UTC)にISSのズヴェズダの後部ポートにドッキングした。ドッキングはカザフスタン東部の上空394kmほどの位置で行われ、プログレスがステーションに自動操縦で近接してからはモスクワのミッションコントロールセンターとISSの第28次長期滞在のクルーが管制した。
2011年7月1日、プログレスM-11Mは4基の姿勢制御スラスターを点火し、ステーションを再上昇させた。燃焼後、ISSの軌道は3.5kmから388.3kmに上昇した。再上昇の目的はより高い高度を得て、スペースシャトル・アトランティスのSTS-135のためにより良いランデブー条件を整えることであった。
プログレスM-11Mは2011年8月23日にISSから分離し、離脱。その後1週間ほどレーダープログレス(ラダール・プラグリェース)実験が行われた。この実験はプログレスM-03M、M-06M、M-09Mに続いて4例目となった。9月1日に軌道を離脱し太平洋上で燃え尽きた。

## 搭載貨物
プログレスM-11Mには1276kgの機材、食料、衣類、生命維持系用品、930kgの燃料、420kgの水、50kgの空気などが含まれていた。合計重量は2673kgであった
| 品目                                                 | 重量 (kg) |
| ---------------------------------------------------- | --------- |
| ISS需要の推進系タンクへの燃料                        | 250       |
| 補給系タンクへの燃料                                 | 740       |
| 酸素                                                 | 50        |
| ロドニックシステム系への水                           | 420       |
| 貨物部の品目                                         | 1213      |
| ECLSS                                                | 189       |
| 水供給系                                             | 45        |
| 熱制御系                                             | 8         |
| 搭載TMシステム                                       | 2         |
| 搭載機材系                                           | 1         |
| 維持修理機材                                         | 4         |
| 衛生清潔用品                                         | 64        |
| 個人用防火用品                                       | 3         |
| 食料食材コンテナ                                     | 249       |
| 医療用品、リネン、個人用衛生用品、予防薬など         | 42        |
| FGBハードウェア                                      | 82        |
| ラスヴェットハードウェア                             | 21        |
| 科学実験機材、実験用品                               | 42        |
| ロシアクルー用品                                     | 77        |
| 搭載書類ファイル、組員への支給、ビデオ・写真機器など | 22        |
| US軌道セグメント機材                                 | 362       |

## 註
1. ↑  “Progress M-11M space freighter launched into orbit”.   RIA Novosti (2011年6月21日). 2011年6月24日閲覧。
2. 1 2  NASA. “Consolidated Launch Manifest”.   NASA. 2011年6月10日閲覧。
3. ↑  Russian Federal Space Agency (2011年6月19日). “Soyuz-U/Progress M-11M Erected on the Launch Pad”.   Russian Federal Space Agency. 2011年6月25日閲覧。
4. ↑  Russian Federal Space Agency (2011年6月20日). “Progress M-11M Launch Campaign: Spare Day at Baikonur”.   Russian Federal Space Agency. 2011年6月25日閲覧。
5. ↑  Russian Federal Space Agency (2011年6月22日). “Progress M-11M is Flying Towards the ISS”.   Russian Federal Space Agency. 2011年6月25日閲覧。
6. ↑  Justin Ray (2011年6月23日). “Space station welcomes Russian cargo ship arrival”.   Spaceflightnow.com. 2011年6月24日閲覧。
7. ↑  Roscosmos (2011年7月1日). “ISS Orbit Raised by Russian Progress”.   Roscosmos. 2011年7月2日閲覧。
8. ↑  Russian Federal Space Agency (2011年6月23日). “Progress M-11M to Arrive at the ISS Today”.   Russian Federal Space Agency. 2011年6月25日閲覧。